# Fiuggi
Fiuggi – miasto i gmina we Włoszech, w regionie Lacjum, w prowincji Frosinone.
Według danych na rok 2004 gminę zamieszkiwały 8763 osoby, 265,5 os./km².
Fiuggi jest znaną miejscowością uzdrowiskową słynącą z wód termalnych.

## Współpraca
- Helmstedt, Niemcy
- Santo Domingo, Dominikana
- Tarrafal de São Nicolau, Republika Zielonego Przylądka

## Linki zewnętrzne

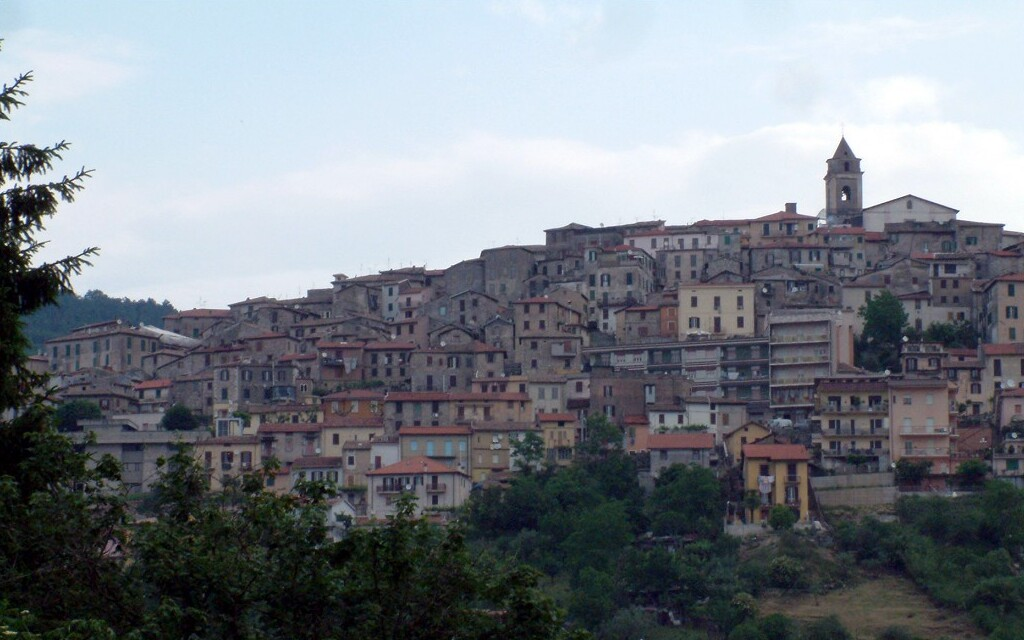
Widok na stare miasto w Fiuggi